# الحطب (القريشية)

تعديل مصدري - تعديل

الحطب هي إحدى قرى عزلة قيفه ال محن الجوف بمديرية القريشية التابعة لمحافظة البيضاء، بلغ تعداد سكانها 429 نسمة حسب تعداد اليمن لعام 2004.